# Olios tarandus
Olios tarandus är en spindelart som först beskrevs av Simon 1897.  Olios tarandus ingår i släktet Olios och familjen jättekrabbspindlar. Inga underarter finns listade i Catalogue of Life.